# Challenge des champions 1973
Navigation
Toulon 1972 Bordeaux 1985
Le Challenge des champions 1973 est la dix-septième édition du Challenge des champions, épreuve de football opposant le champion de France au vainqueur de la Coupe de France. Disputée le 21 août 1973 au Stade de l'Armoricaine à Brest en France devant 10 000 spectateurs, la rencontre est remportée par l'Olympique lyonnais contre le FC Nantes sur le score de 1-0, 1-0 à la mi-temps.
Cette épreuve ne sera plus disputée jusqu'en 1985.
L'arbitre de la rencontre est M. Bagos.

## Participants
La rencontre oppose l'Olympique lyonnais au FC Nantes. Les Nantais se qualifient au titre de leur victoire en Championnat de France de football 1972-1973 et les Lyonnais se qualifient pour le Challenge des champions grâce à leur victoire en Coupe de France de football 1972-1973.

## Rencontre
Bernard Lacombe inscrit un but pour Lyon à la 11e minute et permet à son club de remporter le trophée sur un score final de 1-0.
Olympique Lyonnais : Chauveau - A. Domenech - Valette - Baeza puis Maillard (60) - Lhomme - Cacchioni - Ravier - Aznar - Lacombe - Di Nallo - Mariot - Entraineur : Aimé Mignot - (Remplaçants : Baldassara) 
FC Nantes : Bertrand-Demanes - Osman (puis Morinière) - Denoueix - Rio - Bossis - Michel - Pech - Blanchet - Couécou - Rampillon - Maas - Entraineur : José Arribas  (Remplaçants : Marcos - Mérigot - G.Morinière)